# Slavětice
Slavětice (en allemand : Slawietitz) est une commune du district de Třebíč, dans la région de Vysočina, en République tchèque. Sa population s'élevait à 236 habitants en 2020.

## Géographie
Slavětice se trouve à 3,5 km à l'ouest du centre de Hrotovice, à 20,5 km au sud-est de Třebíč, à 50 km au sud-sud-est de Jihlava et à 164 km au sud-est de Prague.
La commune est limitée par Dalešice au nord-ouest, par Kramolín au nord-est, par Mohelno à l'est, par Dukovany au sud-est, par Rouchovany au sud, et par Hrotovice à l'ouest.

## Histoire
La première mention écrite de la localité date de 1353.

## Transports
Par la route, Slavětice se trouve à 3,5 km du centre de Hrotovice, à 23 km de Třebíč, à 60 km de Jihlava et à 185 km de Prague.